# 米科拉伊夫斯凱 (尼古拉耶夫州)
46°55′50″N 32°7′28″E / 46.93056°N 32.12444°E
米科拉伊夫斯凱（烏克蘭語：Миколаївське）是位於烏克蘭南部尼古拉耶夫州尼古拉耶夫區舍夫琴科韋市鎮的村莊，始建於1957年，面積0.06平方公里，海拔高度53米，2001年人口1,006，人口密度每平方公里16,766.7人。